# Lithosia magnata
Lithosia magnata là một loài bướm đêm thuộc phân họ Arctiinae, họ Erebidae.